# إيرنيستو غارسيا
إيرنيستو غارسيا (بالإسبانية: Ernesto García)‏ هو عسكري مكسيكي، ولد في 1884 في ولاية زاكاتيكاس في المكسيك، وتوفي بنفس المكان في 28 يناير 1955.